# Egon Lorenz
Egon Lorenz (* 9. Juli 1934 in Butjadingen; † 16. Oktober 2019) war ein deutscher Rechtswissenschaftler. 

## Leben
Nach dem Studium der Rechtswissenschaften in Marburg, München und Göttingen legte Lorenz seine erste juristische Staatsprüfung ab und war Wissenschaftliche Hilfskraft an der Universität Göttingen.  Er war Mitglied der Studentenverbindung ATV Marburg im ATB. 1963 wurde er bei Franz Gamillscheg in Göttingen mit der Dissertation über Das Dotalstatut in der italienischen Zivilrechtslehre des 13. bis 16. Jahrhunderts zum Dr. iur. promoviert. 1964 legte er die zweite juristische Staatsprüfung ab und war als Wissenschaftlicher Assistent an der Universität Göttingen tätig. 1968 folgte dort die Habilitation über Die Eingliederung des Geschädigten in das Schadenersatzrecht. 
1970 erhielt Lorenz einen Ruf nach Mannheim und war bis zu seiner Emeritierung im Jahre 2002 Inhaber des Lehrstuhls für Bürgerliches Recht, Internationales Privatrecht und Versicherungsrecht an der Universität Mannheim und (seit 1987) geschäftsführender Direktor des Instituts für Versicherungswissenschaft.
1983 wurde Lorenz Mitgliedervertreter der Versicherungsgesellschaft HUK-Coburg, bei der er 1992 in den Aufsichtsrat wechselte und von 2000 bis 2005 die Tätigkeit des Aufsichtsratsvorsitzenden ausübte. Nach seinem altersbedingten Ausscheiden wurde er 2005 zum Ehrenvorsitzenden ernannt. Zudem war er Vorstand im Deutschen Verein für Versicherungswissenschaft sowie Mitglied im Versicherungsbeirat des BAV, jetzt Bundesanstalt für Finanzdienstleistungsaufsicht (Bafin). Bis 2015 war Lorenz Hauptschriftleiter der Zeitschrift Versicherungsrecht. Er war Vorsitzender des Vorstands des Vereins Versicherungswirtschaft e. V., des alleinigen Gesellschafters des Verlags Versicherungswirtschaft. Darüber hinaus war er Mitglied des Deutschen Rats für Internationales Privatrecht, Vorstand der Juristischen Studiengesellschaft beim Bundesgerichtshof und Vorstand des Vereins zur Förderung der Versicherungswissenschaft an der Universität Mannheim.
2007 wurde er mit dem Bundesverdienstkreuz am Bande des Verdienstordens der Bundesrepublik Deutschland geehrt.

## Schriften
- Das Dotalstatut in der italienischen Zivilrechtslehre des 13. bis 16. Jahrhunderts 1965 (Dissertation)
- Die Eingliederung des Geschädigten in das Schadensersatzrecht 1969 (Habilitation)
- Zur Struktur des internationalen Privatrechts 1977
- Dietl Clara-Erika/Lorenz Egon Wörterbuch für Recht Wirtschaft und Politik (Dictionary of Legal Commercial and Political Terms) Band 1 Englisch-Deutsch (English-German) (begründet von Erdsiek G./Dietl C.-E.) 2. A. 1979, 4. A. 1987, 6. A. 2000 Band 2 4. A. 1992
- Immaterieller Schaden und „billige Entschädigung in Geld“ 1981, Lorenz/Wandt Versicherungsrecht Textausgabe 1997, 2. A. 2001